# Flådestation Korsør

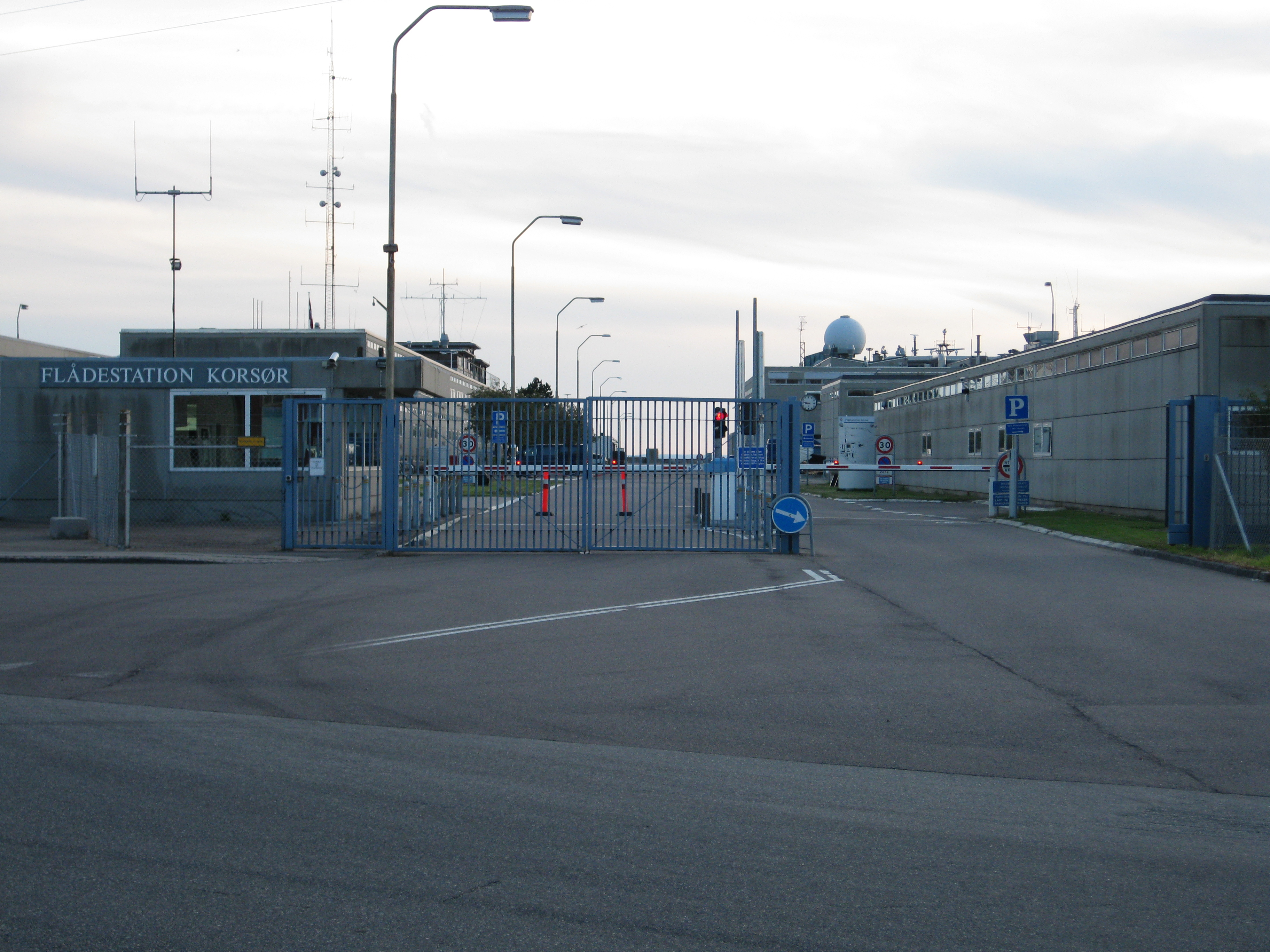
Infart till Flådestation Korsør.

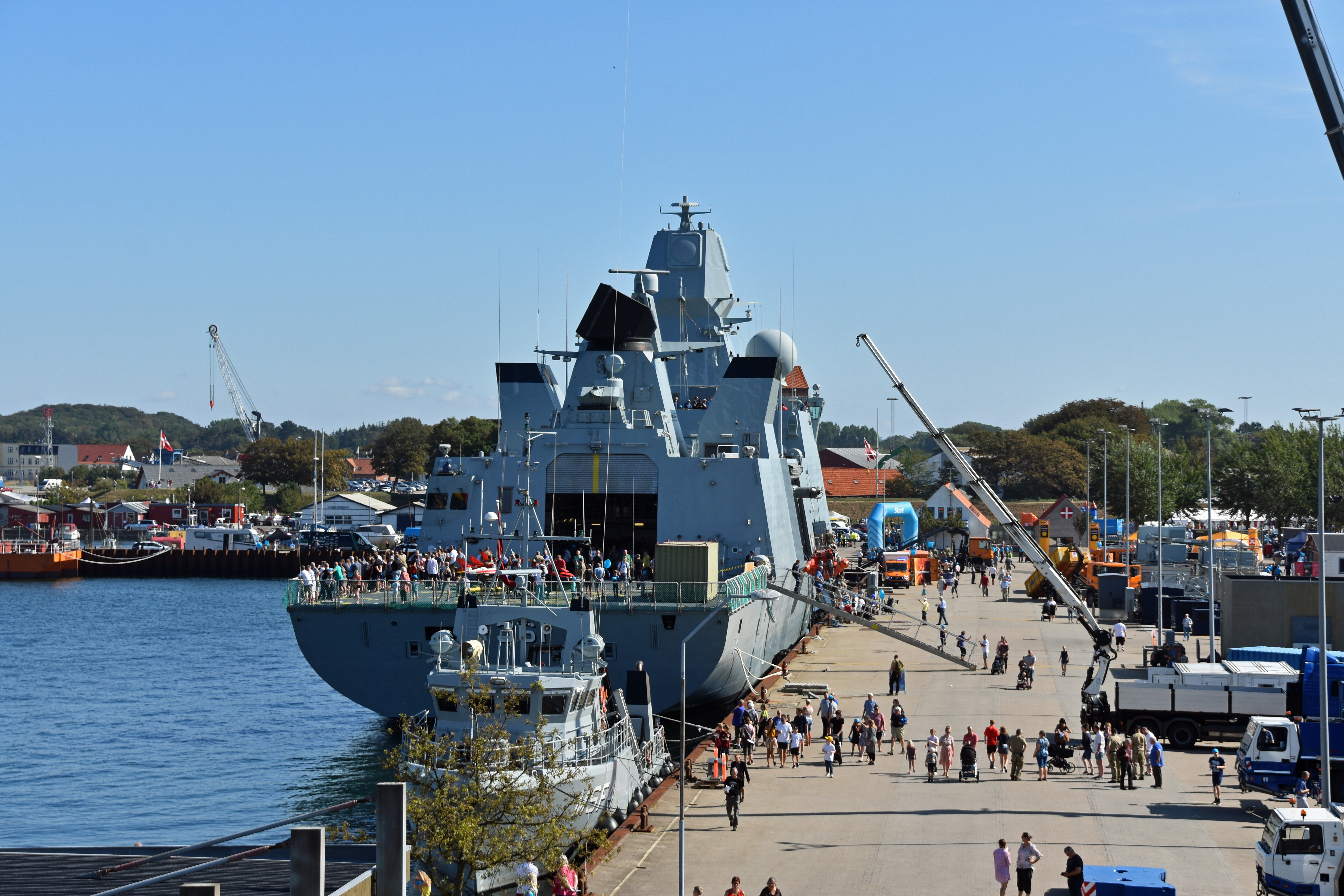
Fregatten Iver Huitfeldt (F361) då basen hade öppet hus, 24 augusti 2019.

Flådestation Korsør är en örlogsbas för den danska flottan (danska: Søværnet) i Korsør på västra Själland i Danmark i närheten av Storabältbrons östra landfäste.
Basen har cirka 1 000 anställda och är en av de största arbetsgivarna i Slagelse kommun.

## Bakgrund
Basen planerades på 1950-talet som en viktig del av det danska försvarets integrering i Nato och finansierades delvis genom dess infrastrukturprogram. Basens strategiska placering syftade till att kunna stänga in sjöstyrkor från Warszawapakten i Östersjön.
Basen togs i drift den 2 maj 1960 och innebar en utspridning av den danska flottans förband som innan dess varit koncentrerade till Holmen inne i Köpenhamn. Senare under 1960-talet togs även Flådestation Frederikshavn på norra Jylland i bruk.

## Verksamhet
I Korsør finns Søværnets Taktiske Stab (STS).
Basen är hemmahamn för tre fregatter av Iver Huitfeldt-klass samt sex patrullbåtar av Diana-klass. På basen finns även verkstäder, bränsledepåer samt utrustning för miljöskydd till havs/oljesanering.